# Reuben Thompson
Reuben Thompson (Queenstown, 15 februari 2001) is een Nieuw-Zeelands wielrenner die sinds 2025 voor Lotto uitkomt.

## Overwinningen
2021
ploegentijdrit New Zealand Cycle Classic
Algemeen-, punten- en bergklassement Ronde van de Aostavallei
2022
4e etappe Ronde van de Aostavallei

## Resultaten in voornaamste wedstrijden
| Jaar | Ronde van Italië | Ronde van Frankrijk | Ronde van Spanje |
| ---- | ---------------- | ------------------- | ---------------- |
| 2023 |                  |                     |                  |
| 2024 |                  |                     | 94e              |
| 2025 |                  |                     |                  |

| Jaar | Amstel Gold Race | Luik-Bast.‑Luik | Waalse Pijl | Clásica San Sebastián |  | WK op de weg |
| ---- | ---------------- | --------------- | ----------- | --------------------- |  | ------------ |
| 2023 |                  |                 |             | 58e                   |  |              |
| 2024 |                  |                 |             | opgave                |  | 73e          |
| 2025 | 56e              | 85e             | 61e         |                       |  |              |

## Ploegen
- 2020 –  Telco'm-On Clima-Osés
- 2021 –  Equipe continentale Groupama-FDJ
- 2022 –  Equipe continentale Groupama-FDJ
- 2023 –  Groupama-FDJ
- 2024 –  Groupama-FDJ
- 2025 –  Lotto

Armirail · Askey · Davy · Démare (tot 31/7) · Gaudu · Geniets · Germani · Grégoire · Konovalovas · Küng · Ladagnous · Le Gac · Lienhard · Madouas · Martinez · Molard · Pacher · Paleni · Penhoët · Pinot · Pithie · Scotson · Stewart · Storer · Thompson · van den Berg · Watson · Welten
Askey · Barthe · Bystrøm · Davy · Gaudu · Geniets · Germani · Grégoire · Gruel (vanaf 1/3) · Konovalovas · Küng · Le Gac · Le Huitouze · Lienhard · Madouas · Martinez · Molard · Pacher · Paleni · Penhoët · Pithie · Rochas · Russo · Sarreau · Thompson · van den Berg · Walls · Watson